# 안시스트루스
안시스트러스속의 물고기들은 안시라고도 불리며, 수컷의 머리에는 암컷의 머리보다 더 풍성한 솔이 있다. 주로 작게 자라기 때문에 수초어항에서 이끼 청소용으로 활용되기도 하며, 매우 순하다. 번식시키기가 아주 쉬우며, 주로 동굴(산란상 등) 안에서 이루어진다. 수컷이 알을 지키며, 식물성 먹이를 먹기 때문에 오이, 시금치 등을 넣어주면 안시들이 아주 잘 먹는다. 치어 먹이로는 주로 갓 부화한 알테미아속 새우(Artemia sp.)나 인퓨소리아(Infusoria, 야채 썩은 물에서 번식하는 미생물)를 먹인다. 바닥의 청소부로써, 바닥의 먹이를 찾아 먹는 습성이 있으므로, 침강성이면서 식물성 사료인 타이요 그래뉴그린이 적합하며, 타이요 플레코플러스, 타이요 그래뉴레드, 오션프리 프로와퍼처럼 침강성 사료들을 공급하여야 안시의 장 체내에서 소화흠수율 강화를 이끌어 낼 수 있다.

## 같이 보기
- 플레코